# Cryphia pallida
Cryphia pallida är en fjärilsart som beskrevs av Tutt 1891. Cryphia pallida ingår i släktet Cryphia och familjen nattflyn. Inga underarter finns listade i Catalogue of Life.